# John Reed Fitness
John Reed Fitness Music Club es una cadena internacional de gimnasios con presencia en Europa y Estados Unidos. Es una marca del RSG Group, cuyas oficinas centrales se encuentran en Schlüsselfeld y Berlín, Alemania. Con más de 4,5 millones de socios, RSG Group es una de las empresas líderes en el sector mundial de fitness. Dentro del grupo, están también las marcas de fitness McFIT y Gold's Gym.

## Historia
El primer John Reed Fitness Club abrió sus puertas en Bonn en 2016. Con John Reed, Rainer Schaller, que también fundó la cadena de gimnasios McFIT, quería lanzar al mercado un concepto de gimnasio que se centrara en el diseño interior y en el acompañamiento musical durante el entrenamiento. Este enfoque debería diferenciarse significativamente de su propia cadena McFIT y de las clásicas cadenas de gimnasios para poder atraer a grupos objetivo más amplios. El segundo John Reed Fitness Music Club se inauguró en julio del mismo año en Salzburgo, Austria. John Reed Club exclusivamente para mujeres en el distrito berlinés de Prenzlauer Berg. A partir de entonces, se produjo una rápida expansión por toda Europa: en 2017 se abrieron clubes en la República Checa y Hungría, en 2019 siguió la entrada en Suiza. En 2020, John Reed abrió en Turquía, en 2021 en los Países Bajos y el Reino Unido.
En 2022, John Reed Fitness Music Club coopera con el campeón mundial de fútbol Sergio Ramos y abre un club con él en Madrid, la capital de España, con el nombre de SERGIO RAMOS by John Reed. Tras la muerte del fundador de John Reed, Rainer Schaller, la colaboración con Sergio Ramos se disolvió en 2023. El club sigue existiendo, pero ahora con el nombre de McFIT Gold.
La expansión global en el mercado estadounidense siguió con la apertura de un club en 2022 en Dallas y 2023 en Los Ángeles. En octubre de 2023 la cadena tenía 48 ubicaciones en 12 países.

## Concepto

### Diseño

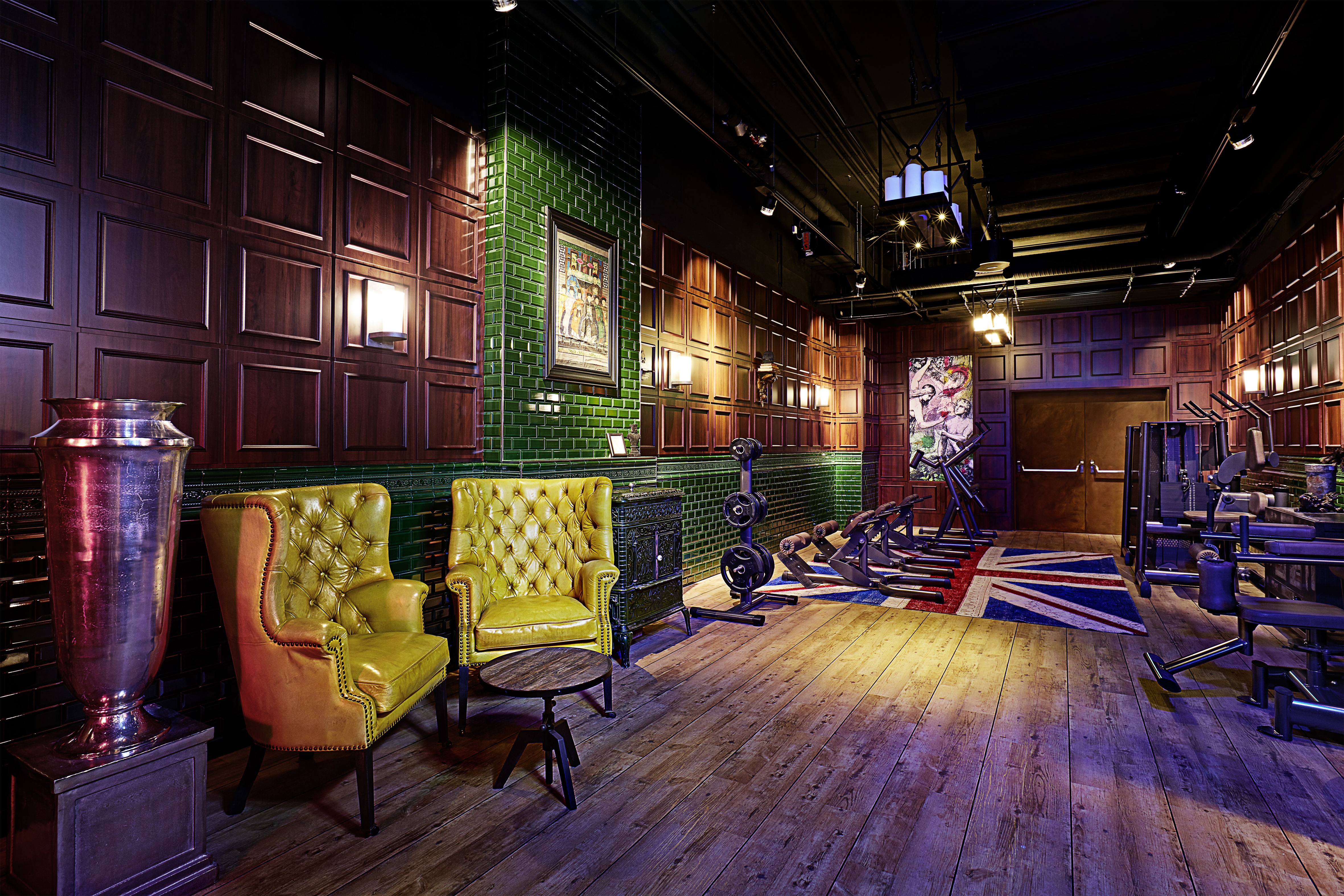
John Reed Fitnessstudio in Berlin.

Las instalaciones de John Reed Fitness Music Club son visualmente muy diferentes a las de los gimnasios tradicionales. Cada ubicación tiene su propio diseño y un concepto artístico único. Los clubes cuentan con imágenes a gran escala en las paredes, así como grafitis, caligrafiados o estampados. Algunos clubes también tienen pequeñas galerías de arte integradas. La exposición de obras de arte apoya principalmente a artistas locales y nacionales. Por ejemplo, en muchos de los clubes se pueden encontrar obras de Ron Miller o El Bocho. Las obras de arte se combinan con elementos decorativos especiales, esculturas y diferentes estilos de mobiliario.

### Fitness y música

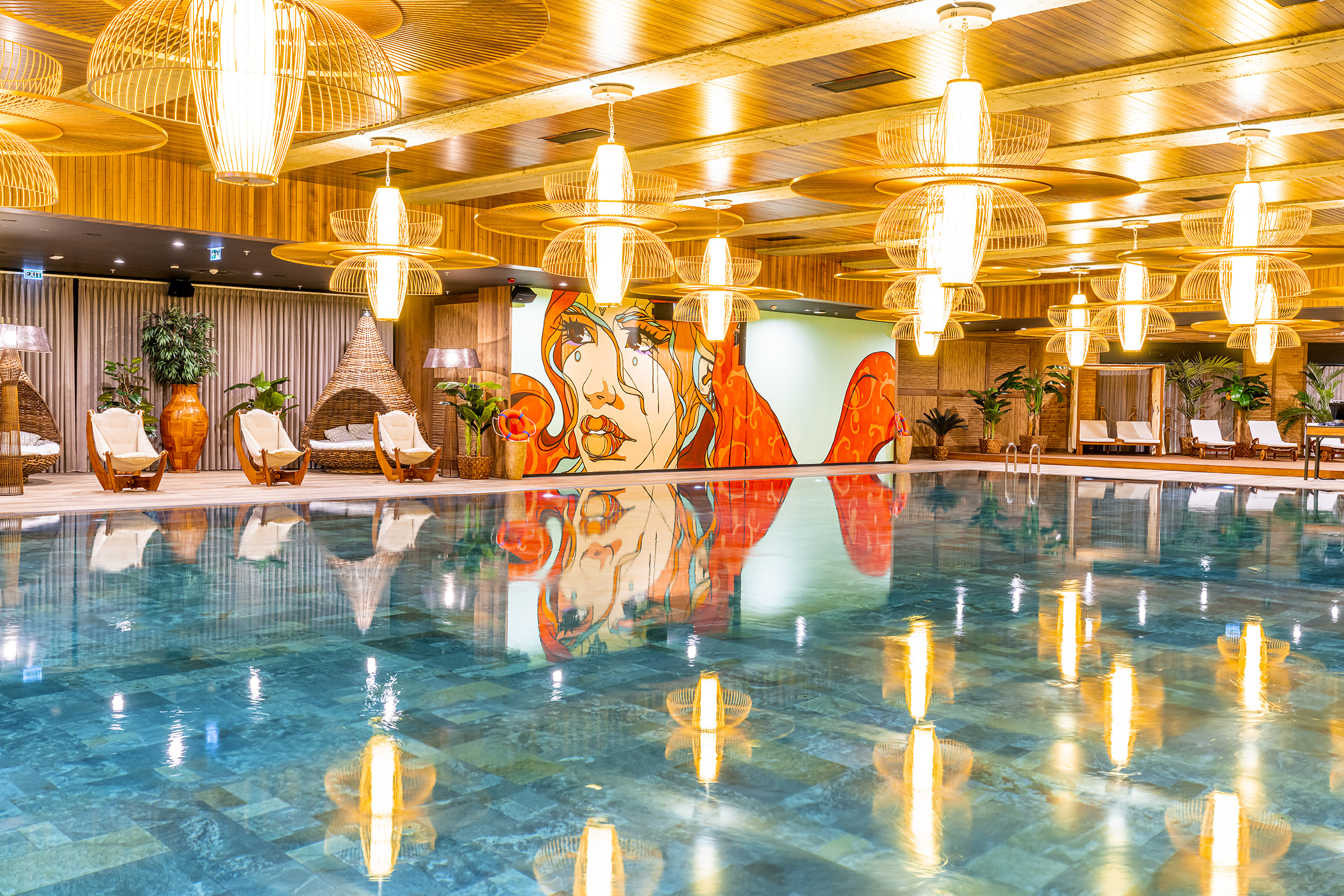
Área de piscina de John Reed Studio en Estambul.

Los clubes cuentan con diversas áreas de entrenamiento con pesas libres, máquinas de ejercicios, zona de cardio y de entrenamiento funcional. También se ofrece una gran selección de clases de Pilates, Yoga o fuerza y resistencia. Cada club está equipado con su propia cabina de DJ, donde DJ internacionales tocan música en vivo dos veces por semana. Mientras tanto, se ofrece un variado programa de clases colectivas. Además, John Reed tiene su propia cadena de radio con cuatro sintonías diferentes que se pueden escuchar en el club o en la aplicación. La propia crea la música. Según el tamaño y la ubicación, alrededor de un tercio de los clubes disponen de zonas de bienestar con sauna, piscina, jacuzzi y sala de relajación.

### Ubicaciones especiales

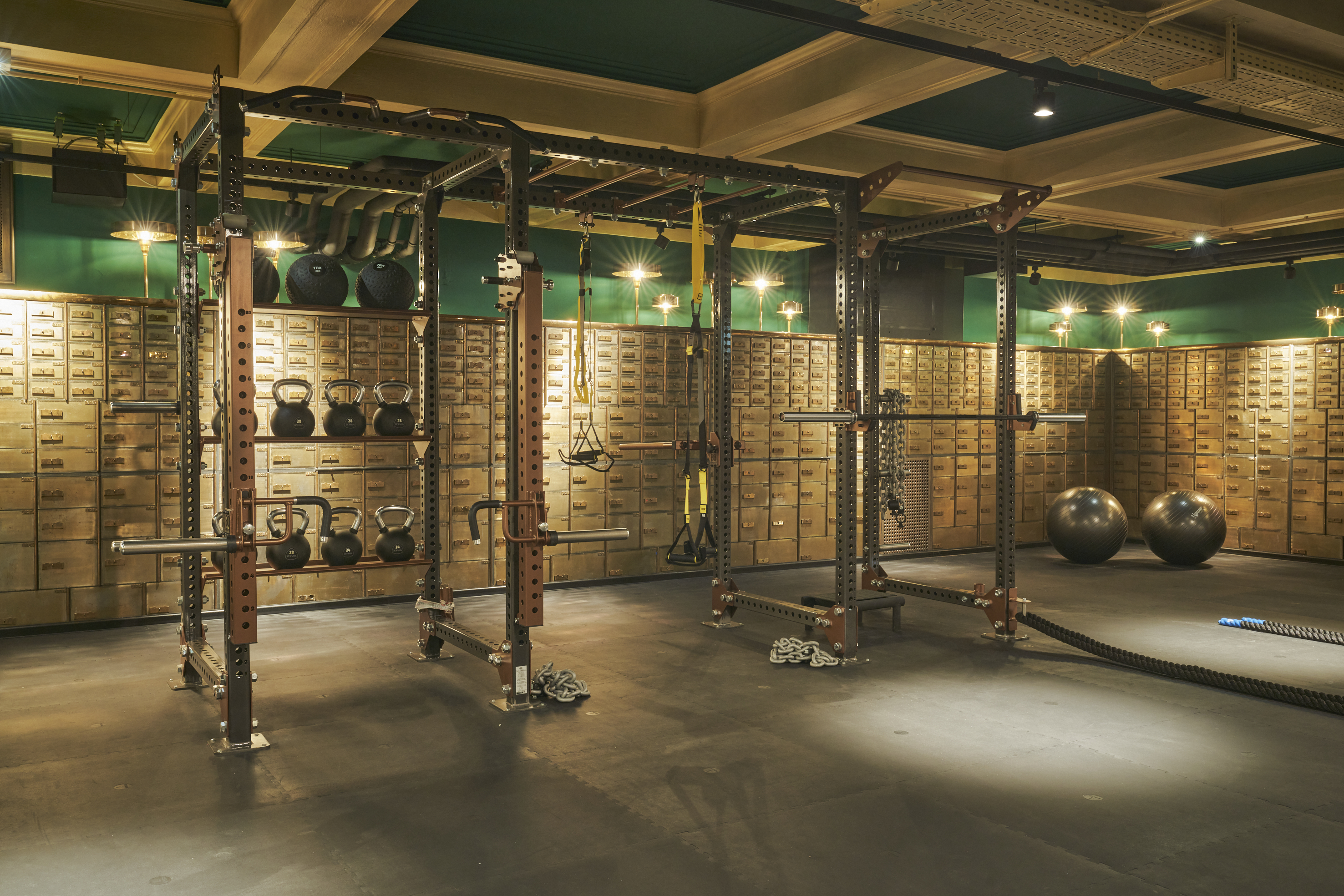
John Reed Studio utilizando partes de la sala de seguridad en Viena.

Algunos clubes se encuentran en edificios de relevancia histórica. En Salzburgo, Austria, se reformó un antiguo cine, conservando muchas características antiguas. La zona de entrenamiento cardiovascular, por ejemplo, se sitúa delante de una gran pantalla de cine.
En Viena-Schottentor se encuentra el club de música John Reed Fitness, con una superficie de 5.000 m², en un antiguo edificio de un banco catalogado como edificio protegido. Aquí se conservaron los muros de un metro de espesor y las puertas blindadas, así como cámara acorazada, en la que se han situado los bancos de pesas.
En Hannover, el John Reed Fitness Music Club se encuentra en una antigua estación principal de mercancías. Muchos elementos se dejaron en estilo industrial o se diseñaron en estilo shabby chic para mantener la atmósfera de la estación. En septiembre de 2023 se inauguró en Berlín el mayor club alemán en los sótanos abovedados de la antigua cervecería Bötzow.  También en este caso, las condiciones arquitectónicas se integraron en el diseño. Bajo los techos abovedados de siete metros de altura, en los antiguos tanques de refrigeración (barco frigorífico) de la cervecería, se encuentran ahora zonas de descanso individuales.

### Más conceptos
Algunos clubes de John Reed Fitness ofrecen cuidado de niños gratuito desde los seis meses hasta los seis años.